# تسمم بالبروم
تسمم بالبروم وَيُعرف أيضًا باسم البروميَّة هو حدوث متلازمة مرضية نتيجة الاستهلاك المطول من أملاح البروميدات، مثل المهدئات البرومية مثل بروميد البوتاسيوم أو بروميد الليثيوم أو كاربرومال [الإنجليزية].
خفت معدلات الإصابة بهذا المرض، خاصة بعد أن تناقصت المنتجات الحاوية على البروم من الأسواق في العديد من البلدان.
تتضمن أعراض التسمم بالبروم حدوث اضطرابات عصبية ونفسية وهضمية وجلدية؛ يحدث هذا المرض بسبب تأصير سمي عصبي على الدماغ مما يؤدي إلى النعاس والذهان ونوبات والهذيان.